# What Ifs
«What Ifs» — третий сингл американского кантри-певца Кейна Брауна с его дебютного студийного альбома Kane Brown. Песня была издана звукозаписывающим лейблом RCA Nashville 6 февраля 2017 года при участии певицы Лорен Элейны. Сингл возглавил кантри-чарты и получил платиновую сертификацию в США.

## История
Авторами песни стали Kane Brown, Matthew McGinn, Jordan Schmidt.
2 декабря 2016 года с 6,000 загрузками в США песня дебютировала на позиции № 37 в американском хит-параде кантри-музыки Billboard Hot Country Songs. В радиоэфирном кантри-чарте Billboard Country Airplay песня дебютировала 4 марта 2017 года на позиции № 60. Она достигла позиции № 1 в Hot Country Songs в октябре 2017, прервав рекордное 34-недельное лидирование сингла «Body Like a Back Road» (Sam Hunt). Песня стала первым лидером чарта в карьере обоих музыкантов: и для Брауна, и для Alaina. Через неделю (28 октября 2017), когда «What Ifs» оставался на первом месте, сингл одновременно возглавил и чарты Country Airplay и Country Streaming Songs. Вместе с релизом делюксового издания альбома, который также вышел на позицию № 1 в Top Country Albums, и ещё одного первого места для нового трека «Heaven» на цифровых продажах, Браун стал первым музыкантом с чарттопперами одновременно в пяти разных кантри-чартах.

## Музыкальное видео
Видеоклип к песне «What Ifs», снятый режиссёром P.R. Brown (продюсер Steve Lamar) в Калифорнии, вышел 14 мая 2017 года. Немного раньше вышло лирик-видео (4 мая 2017).
Более 150 млн просмотров (июль 2018).

## Позиции в чартах

### Еженедельные чарты
| Чарт (2017)                         | Наивысшая позиция |
| ----------------------------------- | ----------------- |
| Канада (Billboard Canadian Hot 100) | 45                |
| Канада (Billboard Country)          | 3                 |
| США (Billboard Hot 100)             | 26                |
| США (Billboard Country Airplay)     | 1                 |
| США (Billboard Hot Country Songs)   | 1                 |

### Годовые итоговые чарты
| Чарт (2017)                     | Позиция |
| ------------------------------- | ------- |
| США Billboard Country Airplay   | 7       |
| США Billboard Hot Country Songs | 4       |
| США Billboard Hot 100           | 72      |

## Сертификации
| Регион | Сертификация  | Продажи |
| --- | ------------- | ------- |
| Канада (Music Canada) | 6× Платиновый | 480 000 |
| США (RIAA) | 3× Платиновый | 804,000 |
| * Данные о продажах приведены только на основе сертификации. ^ Данные о тиражах приведены только на основе сертификации. |               |         |